# Pal Yun-Yiad
Pal Yun-Yiad es una deportista taiwanesa que compitió en taekwondo. Ganó una medalla de oro en el Campeonato Asiático de Taekwondo de 1988, en la categoría de –47 kg.

## Palmarés internacional
| Representando a China Taipéi |                  |                |           |
| Campeonato Asiático          |                  |                |           |
| Año                          | Lugar            | Medalla        | Categoría |
| 1988                         | Katmandú (Nepal) | Medalla de oro | –47 kg    |